# Victor Ryman
Frans Victor Andreas Ryman, född den 2 mars 1841 i Jönköping, död den 28 maj 1926 i Karlstad, var en svensk jurist. Han var bror till Harald Ryman.
Ryman blev student vid Lunds universitet 1858 och avlade kameralexamen där 1860 samt blev student vid Uppsala universitet 1863 och avlade hovrättsexamen där 1864. Efter tingstjänstgöring blev han vice häradshövding 1867 och tjänstgjorde sedan som adjungerad ledamot i Svea hovrätt 1878–1880 och 1884–1885. Ryman var häradshövding i Mellansysslets domsaga 1880–1910. Därjämte var han ledamot i Lagbyrån 1897–1902. Ryman blev riddare av Nordstjärneorden 1890. Han vilar på Västra kyrkogården i Karlstad.